# Dicranomyia bhutanica
Dicranomyia bhutanica  (лат.) — вид двукрылых семейства Комары-лимонииды (Limoniidae).
Голотип женского пола, найденный в индийском штате Ассам на границе с Бутаном, хранится в Индийском музее. Вид был впервые описан в 1942 году американским энтомологом Чарлзом Александером под названием Limonia (Dicranomyia) bhutanica Alexander, 1942.